# Plottes
Plottes é uma comuna francesa na região administrativa de Borgonha-Franco-Condado, no departamento de Saône-et-Loire. Estende-se por uma área de 10,07 km², com habitantes, segundo os censos de 1999.